# Angus Glen Golf Club
O Angus Glen Golf Club consiste em dois campos de golfe de 18 buracos localizado em Markham, Ontário; que está localizado ao norte de Toronto.

## História
O clube foi construído sobre o que era, originalmente, uma fazenda para gado preto da raça Angus, a propriedade pertencia ao magnata da mineração Arthur Stollery. Em 1992, a fazenda começou a ser convertida em um campo de golfe, que foi concluído e aberto ao público em 1995, um ano após o falecimento de Stollery, e foi escolhido como o melhor novo campo de golfe do Canadá pela revista Golf Digest. Posteriormente, o campo norte foi inaugurado em 2001.
O nome do campo também foi utilizado nas comunidades de moradias Kylemore Communities, chamada "West Village At Angus Glen". A comunidade varia de moradias para mansões, construídas próximas aos buracos 2-5 do campo sul, algumas obras estão em desenvolvimento em toda área próxima ao sexto buraco.
O campo foi sede do Canadian Open de 2002 (campo sul), e de 2007 (campo norte). Em 2007, renovações foram feitas no campo norte om base nos projetos de Davis Love III em preparação para a competição nacional.
O campo voltou a passar por uma grande renovação em 2013, preparando-o para hospedar os eventos de golfe dos Jogos Pan-Americanos de 2015.

## Eventos
- 2002: Canadian Open, vencido por John Rollins no campo sul.[4][1]
- 2007: Canadian Open, vencido por Jim Furyk no campo norte.[1]

### Jogos Pan-Americanos de 2015
Em 2013, o campo sul do clube foi selecionado para hospedar os eventos de golfe dos Jogos Pan-Americanos de 2015.